# Necmeddin Alpi
Pour les articles homonymes, voir Alpi.
Necmeddin Alpi était émir de Mardin à partir de 1152 jusqu'en 1157. Il était le chef de la branche de Mardin de la dynastie des Artukides.
Il était le fils de Husâm ad-Dîn Temür Tash auquel il succède à sa mort. À cette date, Mayyafarkin appartenait à Mardin. Il envoya Altıntaş à Mayyafarkin avec Sadüddev, un haut fonctionnaire de la cour, pour informer le gouverneur de son nouveau pouvoir. 
En 1162, l'émir Hısnı-keyfâ (Hasankeyf) Emir Fahrettin Karaarslan assiégea le château Âmid à Diyarbakır. Şemsettin Sevinç dirigea l'armée d'Alpi. Une violente guerre éclata entre les deux parties. Pendant ce temps, Yakup Arslan, l'un des fils de Danişment, attaqua la région de Harput, puis pilla Sumaysat. Fahrettin Karaarslan, à cette nouvelle, courut à la rescousse de Harput. Yakup Arslan, l'apprenant, retourna dans son pays.
Pendant ce temps, Necmettin Alpı vint à Mayyafarkin et y resta quelques jours. En raison de son échec, il retira son poste à Şemsettin Sevinç, lui confisqua ses biens, et le remplaça par Hacib Selahattin Zekeriya.
En 1163, les Croisés attaquèrent Nurettin. Fahrettin Karaarslan vint à Mardin et rencontra Necmettin Alpı. Ils convinrent d'attaquer le pays de Yakup Arslan et Karaarslan retourna à Hasankeyf. À la date convenue, ils se réunirent et vinrent à Harput, avec Fahrettin. Tout d'abord, ils rendirent à Malatya, qu'ils pillèrent, puis continuèrent leur chemin. Yakup Arslan s'enfuit dans sa ville natale quand il a appris leur arrivée prochaine. Lorsque les armées s'approchèrent de Sivas, l'envoyé de Nurettin les invitèrent à se joindre à la guerre contre les croisés. L'armée des Croisés fut vaincue autour de Damas.
En 1168, Necmettin Alpı et Fahrettin se séparèrent. Alpı renforça son armée en venant à Mayyafarkin, et Fahrettin préféra se soumettre. En 1169, Alpi attaqua Dara. Grâce à Hüsamettin, le siège fut levé et la paix conclue. Il se rendit à Mayyafarkin et prépara l'armée de cavalerie et d'infanterie pour Erzen en raison d'un différend en 1169.
Dilmaç vint se soumettre à lui. Şehinşah est venu à Meyyafârıkin en 1174. Un jour, après avoir séjourné en tant qu'invité dans le dôme où se trouvait la tombe de son grand-père I. Kılıç Arslan, il se rendit à Ahlat.
Necmettin Alpı mourut en 1176 et fut enterré au «Kubbet us Sultan». Son fils Kutbeddin İlgazi lui succéda.

## Réalisations
Le palais appelé «Dâr ul-Acemiye» (Palais des étrangers) fut construit à Mayyafarkin. Le pont de Malabadi à Silvan-Diyarbakır fut entretenu vers 1154. La grande mosquée de Silvan fut terminée sous son règne.
Le marché du dôme (S Kubk ul-Kubbe)) où le sultan seldjoukide Kılıç Arslan Ier était enterré, et qui avait brûlé en 1160, fut reconstruit.
Il eut une fille, Zübeyde Hatun, qui construisit en 1179 le pont Haburman.